# 日本青年館
35°40′34.1″N 139°42′54″E / 35.676139°N 139.71500°E
日本青年館（日语：／ Nippon seinenkan）位於東京都新宿區霞丘町7番1号位置的複合設施，有住宿、餐廳、宴會廳、会議場、一個可以容納1360名觀眾的「日本青年館大表演廳」（日本青年館大ホール）等的設備。
日本青年館是由「財團法人日本青年館」興建營運，目前使用的建築是在1979年（昭和54年）時完工的第二代會館。但是配合將要在東京舉辦的2019年世界盃橄欖球賽與2020年的東京奧運與帕運，日本青年館計畫在2015年3月時停止營運並改建遷移，並於2017年春重新啟用。